# Луций Алфидий Херениан
Луций Алфидий Херениан (на латински: Lucius Alfidius Herennianus) e политик и сенатор на Римската империя през 2 век.
Херениан е от фамилията Алфидии. През 171 г. той става консул заедно с Тит Статилий Север.